# Governo della Comunità di Madrid
Il Governo della Comunità di Madrid (in spagnolo Gobierno de la Comunidad de Madrid), è l'organo collegiale esecutivo incaricato dell'amministrazione della Comunità autonoma di Madrid.

## Composizione
Il governo della comunità autonoma è formato dal Presidente della Comunità di Madrid, vicepresidenti e consiglieri o ministri, che sono responsabili di vari dipartimenti come l'economia, l'istruzione, la sanità, i trasporti e la cultura. 
Il governo diventa operativo dal momento in cui ottiene la fiducia dell'assemblea di Madrid, e cessa la sua attività in caso di:
- sfiducia
- dimissioni dei ministri o del presidente
- impedimenti legali
- decesso del presidente

Il governo uscente rimane in carica fino all'insediamento del nuovo governo.

## Funzioni
Il Presidente della Comunità di Madrid è il capo del governo regionale e rappresenta la massima autorità esecutiva della comunità autonoma. Il Presidente viene eletto dai membri dell'Assemblea di Madrid, l'organo legislativo regionale a cui deve rendere conto, ed è nominato ufficialmente dal monarca spagnolo. 
Il Presidente è il leader politico della Comunità di Madrid e ha il compito di dirigere le politiche del governo, supervisionarne l'amministrazione e rappresentare la regione a livello nazionale e internazionale.
L'attuale Presidente della Comunità di Madrid è Isabel Díaz Ayuso, che ha assunto l'incarico nell'agosto 2019.
I Vicepresidenti sono nominati dal Presidente e hanno il compito di assistere nell'attuazione delle politiche governative e di coordinarsi con i vari dipartimenti governativi. Il numero dei Vicepresidenti può variare a seconda della decisione del Presidente e delle esigenze del governo.

## Responsabilità penali
La responsabilità penale del Presidente del Governo, dei Vicepresidenti e dei Consiglieri è opponibile innanzi alla Sezione Penale della Corte suprema. Tuttavia, quella dei vicepresidenti e dei consiglieri per i reati commessi nell'ambito territoriale della loro giurisdizione è perseguibile dinanzi alla Corte superiore di giustizia di Madrid.
Dinanzi alle corrispondenti Sezioni dei medesimi Tribunali, rispettivamente, è opponibile la responsabilità civile incorsa da detti soggetti nell'esercizio delle loro funzioni.

## Cronologia governi passati
- Leguina I (1983-1987)
- Leguina II (1987-1991)
- Leguina III (1991-1995)
- Ruiz-Gallardón I (1995-1999)
- Ruiz-Gallardón II (1999-2003; incluso il governo ad interim della VI legisaltura)
- Aguirre I (2003-2007)
- Aguirre II (2007-2011)
- Governo Aguirre III (2011-2012)
- Governo González (2012-2015)
- Governo Cifuentes (2015-2018)
- Governo Garrido (2018-2019)
- Governo Díaz Ayuso I (2019-2021)
- Governo Díaz Ayuso II (dal 2021)

## Governo attuale (2021-)
| ← Governo Díaz Ayuso II (giugno 2021 -)                                                         |              |                                                     |                           |
| Partito                                                                                         |              | Partito Popolare (Spagna)                           | Partito Popolare (Spagna) |
| Partito                                                                                         | Indipendente |                                                     |                           |
| Presidenza                                                                                      |              |                                                     |                           |
| Presidenza                                                                                      |              | Isabel Natividad Díaz Ayuso 18 giugno 2021 -        |                           |
| Ministero                                                                                       |              |                                                     |                           |
| Vicepresidenza Ministero dell'istruzione, dell'università e della scienza Portavoce del governo |              | Enrique Matías Ossorio Crespo 21 giugno 2021 -      |                           |
| Ministero della presidenza, della giustizia e dell'interno                                      |              | Enrique López López 21 giugno 2021 -                |                           |
| Ministero dell'amministrazione locale e della digitalizzazione                                  |              | Carlos Izquierdo Torres 21 giugno 2021 -            |                           |
| Ministero dell'ambiente, dell'edilizia abitativa e dell'agricoltura                             |              | Paloma Martín Martín 21 giugno 2021 -               |                           |
| Ministero delle finanze, dell'economia e del lavoro                                             |              | Javier Fernández-Lasquetty y Blanc 21 giugno 2021 - |                           |
| Ministero dei trasporti e delle infrastrutture                                                  |              | David Pérez García 21 giugno 2021 -                 |                           |
| Ministero della famiglia, della gioventù e delle politiche sociali                              |              | María Concepción Dancausa Treviño 21 giugno 2021 -  |                           |
| Ministero della salute                                                                          |              | Enrique Ruiz Escudero 21 giugno 2021 -              |                           |
| Ministero della cultura, del turismo e dello sport                                              |              | Marta María Rivera de la Cruz 21 giugno 2021 -      |                           |